# Tom Vandergriff

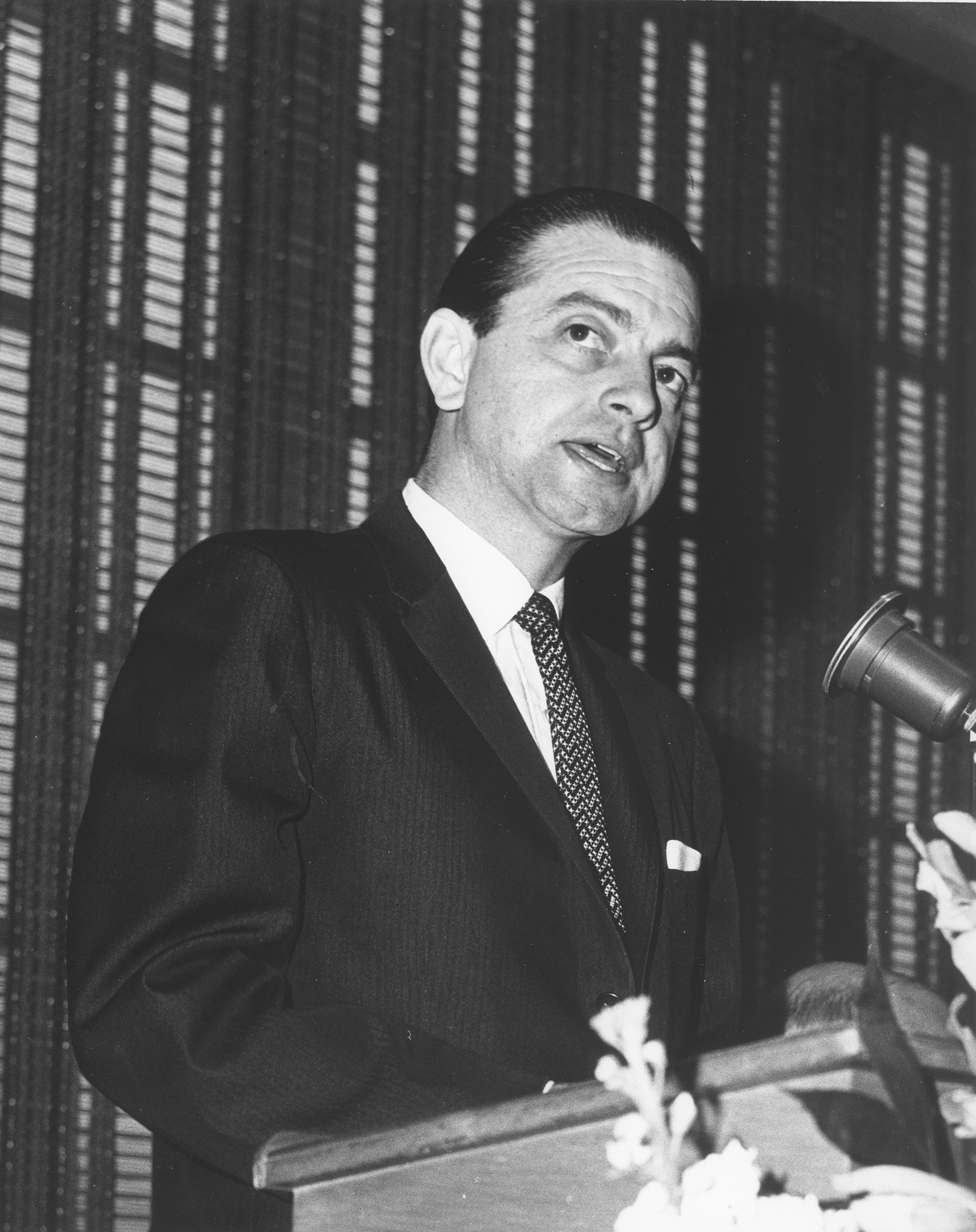
Tom Vandergriff, 1959

Tommy Joe Vandergriff, conhecido como Tom Vandergriff (29 de janeiro de 1926 - 30 de dezembro de 2010) foi um político norte-americano, prefeito de Arlington, Texas.